# Punto caldo di Pitcairn

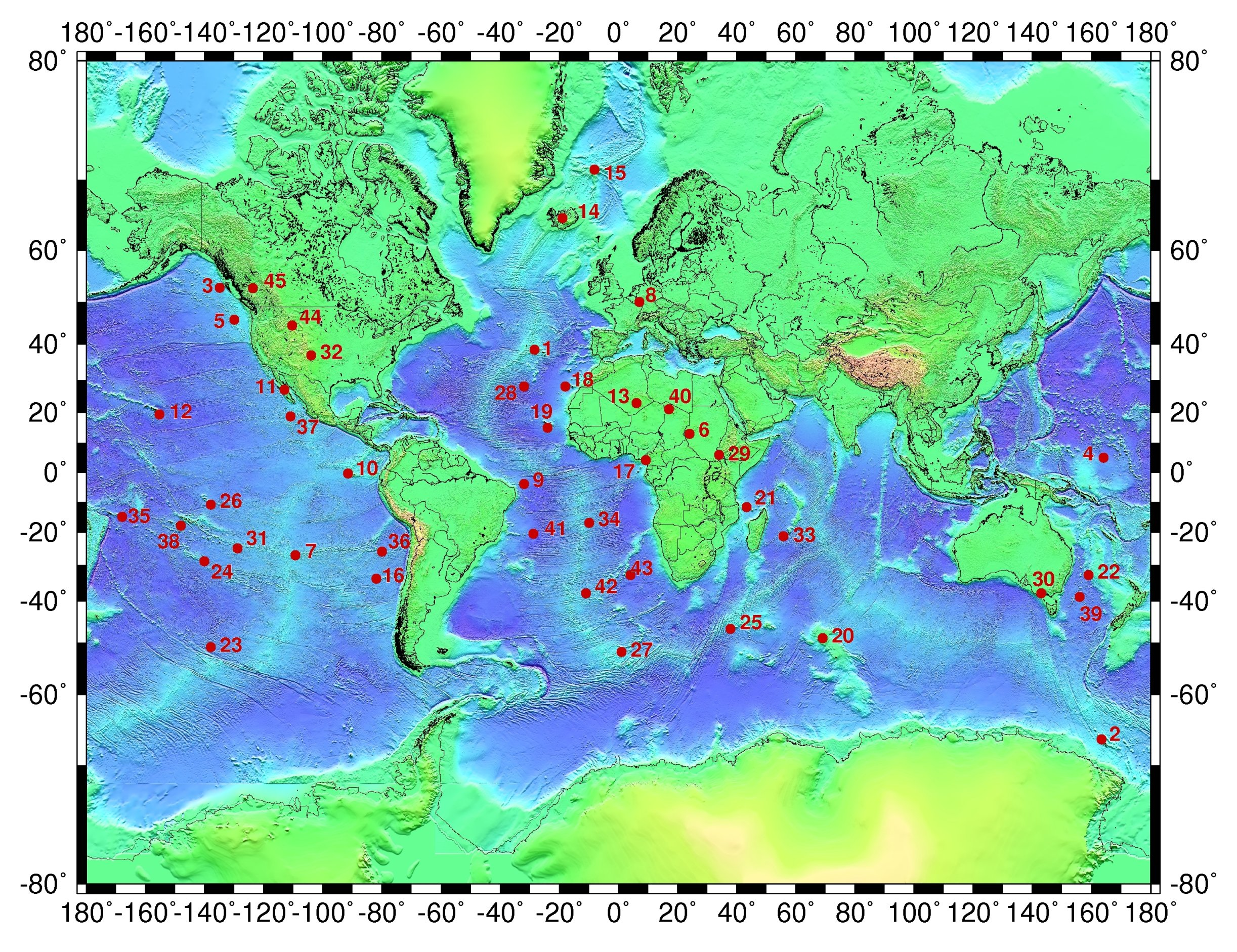
Il punto caldo di Pitcairn è marcato sulla mappa con il numero 31.

Il punto caldo di Pitcairn (25°24′S 119°18′W) è un punto caldo vulcanico situato nella parte centro meridionale dell'Oceano Pacifico, e si pensa che sia all'origine della formazione dell'isola di Pitcairn e di due grandi montagne sottomarine, i vulcani sottomarini Adams e Bounty.

Gli scettici riguardo alla teoria dei punti caldi, proposta da John Tuzo Wilson nel 1963, attribuiscono invece le formazioni sopra citate all'opera dell'estremità occidentale della zona di frattura dell'Isola di Pasqua e non al punto caldo di Pitcairn.